# Bondoufle
Bondoufle (prononcé [bɔ̃d̪ufl] ) est une commune française située à vingt-sept kilomètres au sud-est de Paris dans le département de l’Essonne en région Île-de-France.
Village de moins de trois cents habitants jusqu’à la fin des années 1960 lorsqu’il fut intégré au projet de ville nouvelle d’Évry, rapidement urbanisé au moyen de résidences pavillonnaires entourant le bourg originel et de zones d’activités en bordure des axes routiers, Bondoufle est connue pour avoir accueilli en 1994 les Jeux de la francophonie dans le stade Robert-Bobin.
Ses habitants sont appelés les Bondouflois.

## Géographie

### Description

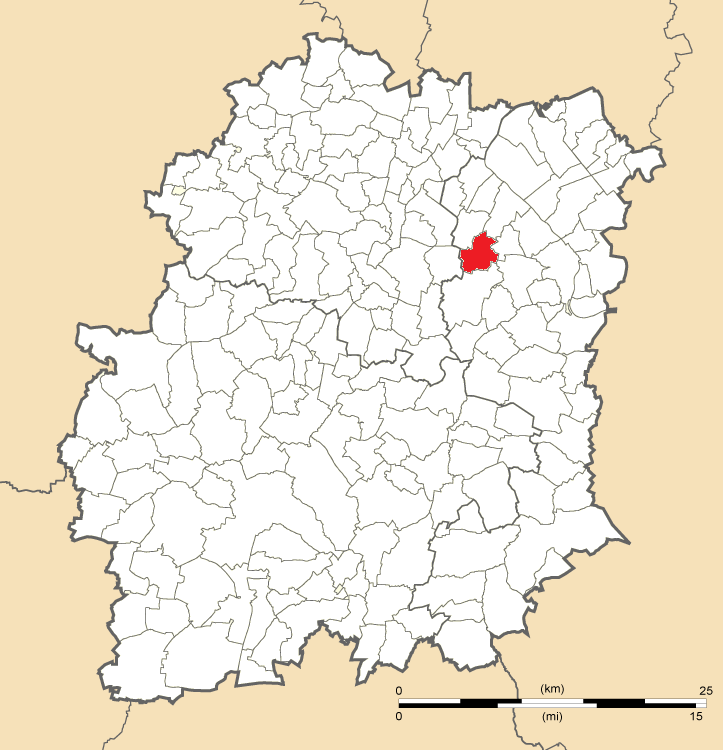
Position de Bondoufle en Essonne.

Bondoufle est située dans la région Île-de-France, au nord-est du département de l’Essonne qui est totalement intégré à l’agglomération parisienne, et au nord-est de la région naturelle du Hurepoix.
Le territoire communal occupe six cent soixante-seize hectares dont plus de 48 % sont urbanisés et construits et 30 % avaient conservé un caractère rural, principalement à l’ouest de la commune. L’Institut national de l'information géographique et forestière attribue les coordonnées géographiques 48°36’57" Nord et 2°22’53" Est au point central de ce territoire.
Bondoufle est située à vingt-sept kilomètres au sud-est de Paris-Notre-Dame, point zéro des routes de France, cinq kilomètres au sud-ouest d’Évry-Courcouronnes, sept kilomètres à l’ouest de Corbeil-Essonnes, dix kilomètres au nord-est d’Arpajon, neuf kilomètres au sud-est de Montlhéry, quinze kilomètres au sud-est de Palaiseau, quinze kilomètres au nord-est de La Ferté-Alais, vingt-cinq kilomètres au nord-ouest de Milly-la-Forêt, vingt-neuf kilomètres au nord-est de Dourdan.

### Communes limitrophes
Le territoire municipal est limitrophe de plusieurs autres communes. Au nord et au nord-est se trouve Ris-Orangis, avec laquelle se partage le bois du Kiosque, à l’est, l’allée du Rondeau et le canal marquent pour partie la frontière avec Évry-Courcouronnes, au sud-est se trouve une courte frontière avec Lisses, au sud, la rue de Paris suit la délimitation d’avec la commune de Vert-le-Grand, au sud-ouest et à l’ouest, une partie de la route des Bordes et de la route de Vert-le-Grand servent de frontière avec Le Plessis-Pâté, au nord-ouest, l’impasse René Lacoste, le chemin des Grands Bois et le chemin de Villeroy servent de limite au territoire avec Fleury-Mérogis.

### Hydrographie
Aucun cours d'eau naturel ne passe sur le territoire de Bondoufle.
Des rigoles ont été aménagées pour drainer les eaux sur le plateau, notamment au nord dans la zone industrielle de la Marinière et au sud pour relier les étangs aujourd’hui intégrés au practice de golf. Un étang subsiste aussi dans le parc du quartier des Trois Parts à l’ouest et plusieurs bassins de rétention des eaux pluviales ont été creusés dans la zone d’activités des Bordes au sud-ouest. À l’extrême nord-est du territoire passe une courte portion souterraine de l’aqueduc de la Vanne et du Loing qui alimente Paris en eau potable en se jetant dans le réservoir de Montsouris.

### Voies de communication et transports
Le territoire municipal est traversé par divers axes de communication, parmi lesquels le plus important est la route nationale 104, aussi appelée la Francilienne, qui coupe le territoire au nord avec une sortie dédiée à la commune avant de rejoindre l’autoroute A6 dans la commune voisine de Ris-Orangis.
Autre axe principal, aujourd’hui dévié du centre-ville pour former une rocade par le sud, la route départementale 31, appelée dans la commune route de Vert-le-Grand et rue de Paris et son ancien tracé numéroté RD31e appelée rue de Villeroy.
Enfin à l’ouest, le bourg est accessible par la route départementale 194, appelée rue de la Libération.
Aucune voie ferrée ne passe sur le territoire et les gares les plus proches sont celles du Bois de l’Épine à Ris-Orangis sur la ligne D du RER ou celle de Brétigny à Brétigny-sur-Orge sur la ligne C du RER.
En 2025, plusieurs lignes de transport en commun desservent cependant le territoire, dont les lignes 4530 et 4533 du réseau de bus Cœur d'Essonne vers la gare de Brétigny-sur-Orge et les lignes 4201, 4212, 4213, 4214, 4215 et 4278 du réseau de bus Évry Centre Essonne.
La commune est en outre située à douze kilomètres au sud-est de l’aéroport Paris-Orly et à quarante-six kilomètres au sud-ouest de l’aéroport Paris-Charles-de-Gaulle.

### Relief et géologie
La commune de Bondoufle est implantée à l’est du plateau du Hurepoix, sur une partie dominant à la fois la vallée de la Seine à l’est et la vallée de l’Orge au nord. Le territoire, relativement peu marqué, s’étage entre une altitude minimale de soixante dix-sept mètres au sud à proximité des étangs du practice de golf et une altitude maximale de quatre-vingt-quinze mètres au nord dans le bois de Saint-Eutrope,.
La majeure partie du territoire est située à une altitude moyenne de quatre-vingt mètres, comme c’est le cas pour le centre-ville.
Le sous-sol est composé de couches successives de marne, calcaire et argile, typique du Bassin parisien.

### Climat
Pour des articles plus généraux, voir Climat de l'Île-de-France et Climat de l'Essonne.
En 2010, le climat de la commune est de type climat océanique dégradé des plaines du Centre et du Nord, selon une étude du CNRS s'appuyant sur une série de données couvrant la période 1971-2000. En 2020, Météo-France publie une typologie des climats de la France métropolitaine dans laquelle la commune est exposée à un climat océanique altéré et est dans la région climatique Sud-ouest du bassin Parisien, caractérisée par une faible pluviométrie, notamment au printemps (120 à 150 mm) et un hiver froid (3,5 °C).
Pour la période 1971-2000, la température annuelle moyenne est de 11,3 °C, avec une amplitude thermique annuelle de 15,4 °C. Le cumul annuel moyen de précipitations est de 645 mm, avec 10,6 jours de précipitations en janvier et 7,7 jours en juillet. Pour la période 1991-2020, la température moyenne annuelle observée sur la station météorologique la plus proche, située sur la commune de Brétigny-sur-Orge à 5 km à vol d'oiseau, est de 11,9 °C et le cumul annuel moyen de précipitations est de 628,9 mm,. Pour l'avenir, les paramètres climatiques de la commune estimés pour 2050 selon différents scénarios d'émission de gaz à effet de serre sont consultables sur un site dédié publié par Météo-France en novembre 2022.
| Mois                                  | jan.           | fév.           | mars            | avril         | mai             | juin           | jui.           | août           | sep.           | oct.            | nov.            | déc.             | année      |
| ------------------------------------- | -------------- | -------------- | --------------- | ------------- | --------------- | -------------- | -------------- | -------------- | -------------- | --------------- | --------------- | ---------------- | ---------- |
| Température minimale moyenne (°C)     | 1,7            | 1,5            | 3,6             | 5,7           | 9,2             | 12,5           | 14,4           | 14,1           | 11             | 8,2             | 4,5             | 2,2              | 7,4        |
| Température moyenne (°C)              | 4,5            | 5              | 8,1             | 10,9          | 14,5            | 17,9           | 20,2           | 20             | 16,4           | 12,4            | 7,7             | 4,9              | 11,9       |
| Température maximale moyenne (°C)     | 7,2            | 8,5            | 12,6            | 16,2          | 19,8            | 23,4           | 26             | 25,9           | 21,8           | 16,6            | 10,9            | 7,6              | 16,4       |
| Record de froid (°C) date du record   | −20,6 08.01.10 | −17 23.02.1963 | −10,7 13.03.13  | −4,7 11.04.03 | −1,9 07.05.1957 | 1,4 05.06.1991 | 3,8 01.07.1960 | 3,7 28.08.1974 | 0,2 17.09.1971 | −4,5 29.10.1985 | −9,6 24.11.1998 | −16,4 29.12.1964 | −20,6 2010 |
| Record de chaleur (°C) date du record | 15,8 27.01.03  | 20,2 27.02.19  | 25,3 25.03.1955 | 29,4 20.04.18 | 32 28.05.17     | 37,3 18.06.22  | 42 25.07.19    | 39,7 06.08.03  | 35,4 08.09.23  | 30,3 01.10.1985 | 22,1 07.11.15   | 16,8 17.12.15    | 42 2019    |
| Précipitations (mm)                   | 48,2           | 44,9           | 45              | 44,6          | 61,4            | 55,6           | 53,1           | 57,7           | 48,6           | 52,6            | 54,5            | 62,7             | 628,9      |

## Urbanisme

### Typologie
Au 1er janvier 2024, Bondoufle est catégorisée grand centre urbain, selon la nouvelle grille communale de densité à sept niveaux définie par l'Insee en 2022.
Elle appartient à l'unité urbaine de Paris, une agglomération inter-départementale regroupant 407  communes, dont elle est une commune de la banlieue,,. Par ailleurs la commune fait partie de l'aire d'attraction de Paris, dont elle est une commune du pôle principal,. Cette aire regroupe 1 929 communes,.

### Lieux-dits, écarts et quartiers
La commune, récemment urbanisée dans le cadre de la ville nouvelle d’Évry, est composée de plusieurs quartiers historiques que sont la Forge, les Trois Parts, la Haie fleurie entourant le centre-ville, de divers lotissements dont les Béguines, Victor Hugo, la Coulée verte, les Verts domaines, l’Orée du golf, les Héliotropes, les Losanges, les Demoiselles les Saplos et les Coccinelles, des zones d’activités de la Marinière au nord, des Bordes au sud et du Bois de Bailleul à l’est. Plusieurs lieux-dits subsistent, notamment le Prieuré, les Trente arpents et le Grand noyer à l’ouest, la Queue de Bondoufle au sud, le Parc de Tréville au sud, la Grande Brêche à l’est.
Dans le cadre de la démocratie locale, la municipalité a découpé le territoire communal en six quartiers : la Marinière-Parc de Saint-Eutrope, les Bordes, les Trois parts, le Golf, la Haie fleurie et le Centre. Un septième est en construction, à l’ouest, dénommé les Portes de Bondoufle, puis renommé le Grand Parc en 2015. Ce quartier prévoit 2 000 logements, des commerces et des équipements publics (groupe scolaire, médiathèque, club seniors) d’ici 2025.

## Toponymie
Le nom de la localité est attesté sous les formes Bunduflum en 1136, Bondofla au XIIIe siècle,, Bamdufla en 1483, Baudoufla, Bondoufles en 1466. Lors de la création de la commune en 1793, le nom s’orthographiait avec un « s » final, supprimé en 1801 dans le bulletin des lois.

## Histoire

### Village agricole

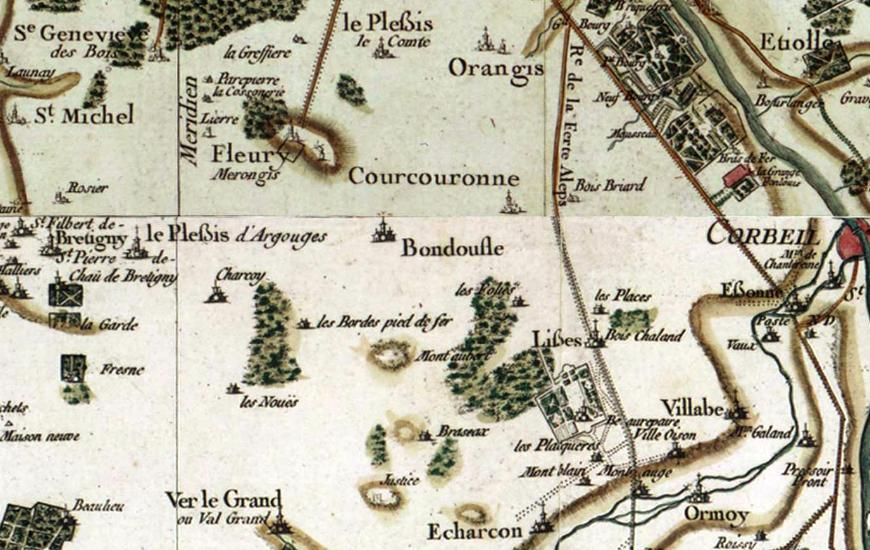
Carte de Cassini de la région de Bondoufle au XVIIIe siècle.

L’histoire de Bondoufle est celle d’un village rural d’Île-de-France à l’écart des routes commerciales. Le domaine, exclusivement agricole est possédé au XIe siècle par les religieux de la  Basilique Notre-Dame-de-Bonne-Garde de Longpont. C’est à cette époque qu'est élevée l’église Saint-Denis. Vers 1340, François de Montaigne donne ses terres aux religieux célestins de Paris. Sous le règne de Charles VII, le domaine est lié à celui d’Écharcon sous la coupe du seigneur Yvon de Karmazet.

### Ville nouvelle
Au début des années 1960, le gouvernement décide la construction des villes nouvelles, avec l’implantation de l’une d’entre elles sur le territoire d’Évry et ses environs.
En 1964, un club omnisports est constitué sous le nom de Bondoufle Amical Club.
En 1966 est  créé le syndicat intercommunal d’étude et d’aménagement de la région d’Évry, puis en 1969 l’établissement public d’aménagement de la ville nouvelle d’Évry. La commune ne comptait alors moins de trois cents habitants.
En 1969, la société de sport de France acquiert près de cent hectares sur les communes de Bondoufle et Ris-Orangis pour y établir l’hippodrome de Bondoufle qui accueille sa première course en 1972. En 1989 ouvre la bibliothèque associative. De 1990 à 1993, l’église est restaurée. En 1993 est aménagé le stade Robert-Bobin pour accueillir les Jeux de la Francophonie de 1994 .

## Politique et administration

### Rattachements administratifs et électoraux

#### Rattachements administratifs
Antérieurement à la loi du 10 juillet 1964, la commune faisait partie du département de Seine-et-Oise. La réorganisation de la région parisienne en 1964 fit que la commune appartient désormais au département de l'Essonne et à son arrondissement d'Évry après un transfert administratif effectif au 1er janvier 1968.
Elle faisait partie du canton d'Évry-Sud. Dans le cadre du redécoupage cantonal de 2014 en France, cette circonscription administrative territoriale a disparu, et le canton n'est plus qu'une circonscription électorale.

#### Rattachements électoraux
Pour les élections départementales, la commune fait partie depuis 2014 du canton de Ris-Orangis
Pour l'élection des députés, elle fait partie de la première circonscription de l'Essonne.

### Intercommunalité
Bondoufle était membre de la communauté d'agglomération Évry Centre Essonne, un établissement public de coopération intercommunale (EPCI) à fiscalité propre créé fin 2000 et auquel la commune avait transféré un certain nombre de ses compétences, dans les conditions déterminées par le code général des collectivités territoriales. Cette intercommunalité succédait au syndicat d'agglomération nouvelle chargé entre 1985 et 2001 d'aménager la ville nouvelle.
Dans le cadre de la mise en œuvre de la loi MAPAM du 27 janvier 2014, qui prévoit la généralisation de l'intercommunalité à l'ensemble des communes et la création d'intercommunalités de taille importante, cette intercommunalité a fusionné avec ses voisines pour former, le 1er janvier 2016, la communauté d'agglomération Grand Paris Sud Seine-Essonne-Sénart, dont la commune est désormais membre.

### Tendances politiques et résultats
L’analyse des derniers résultats politiques des scrutins organisés dans la commune montre une tendance au vote à droite, cependant minorée ces dernières années. Ainsi en 2001], le maire sortant était réélu avec plus de 62 % des suffrages, en 2002 le candidat à la réputation de droite reportait dans la commune plus de 57 % des voix, sans pour autant emporter la circonscription, en 2004, le maire candidat au siège de conseiller général remportait plus de 59 % des suffrages dans la commune mais ne fut pas élu à l’échelle du canton, en 2007, la candidate de droite réalisa un score majoritaire à Bondoufle, contrairement au reste de la circonscription, en 2008 le maire sortant fut réélu dès le premier tour avec plus de 67 % des suffrages et en 2009, comme dans le reste de la région ce fut le candidat de droite qui remporta les élections européennes.
Néanmoins, à partir de 2010, le candidat socialiste à la région remporta largement le scrutin dans la commune comme dans le reste du territoire, en 2011 là encore le candidat de gauche arriva en tête lors de l’élection cantonale et en 2012 pour la première fois c’est le candidat de gauche qui arriva en tête à l’élection législative avec un fort score supérieur 56 % des suffrages.

#### Élections présidentielles, résultats des deuxièmes tours
- Élection présidentielle de 2002 : 85,72 % pour Jacques Chirac (RPR), 14,28 % pour Jean-Marie Le Pen (FN), 80,62 % de participation[30].
- Élection présidentielle de 2007 : 55,27 % pour Nicolas Sarkozy (UMP), 44,73 % pour Ségolène Royal (PS), 84,69 % de participation[31].
- Élection présidentielle de 2012 : 52,32 % pour Nicolas Sarkozy (UMP), 47,68 % pour François Hollande (PS), 84,01 % de participation[32].
- Élection présidentielle de 2017 : 67,67 % pour Emmanuel Macron (LREM), 32,33 % pour Marine Le Pen (FN), 78,24 % de participation.

#### Élections législatives, résultats des deuxièmes tours
- Élections législatives de 2002 : 57,14 % pour Serge Dassault (UMP), 42,86 % pour Manuel Valls (PS), 60,47 % de participation[33].
- Élections législatives de 2007 : 51,98 % pour Cristela de Oliveira (UMP), 48,02 % pour Manuel Valls (PS), 57,35 % de participation[34].
- Élections législatives de 2012 : 56,41 % pour Manuel Valls (PS), 43,59 % pour Cristela de Oliveira (UMP), 53,44 % de participation[35].
- Élections législatives de 2017 : 57,45 % pour Manuel Valls (DVG), 42,55 % pour Farida Amrani (LFI), 41,26 % de participation[36].
- Élections législatives de 2022 :  54,18 % pour Medhy Zeghouf (LREM), 45,82 pour Farida Amrani (LFI), 44,91 % de participation[37].
- Élections législatives de 2024 : 35,16 % pour Stéphane Beaudet (DVD), 34,67 % pour Thiebauld Vega (RN) et 30,17 % pour Farida Amrani (LFI), 66,82 % de participation[38].

#### Élections européennes, résultats des deux meilleurs scores
- Élections européennes de 2004 : 27,58 % pour Harlem Désir (PS), 15,90 % pour Patrick Gaubert (UMP), 41,31 % de participation[39].
- Élections européennes de 2009 : 30,00 % pour Michel Barnier (UMP), 17,10 % pour Daniel Cohn-Bendit (Les Verts), 41,18 % de participation[40].
- Élections européennes de 2014 : 26,45 % pour Aymeric Chauprade (FN), 19,01 % pour Alain Lamassoure (UMP), 42,78 % de participation[41].
- Élections européennes de 2019 : 23,00 % pour Nathalie Loiseau (LREM), 22,61 % pour Jordan Bardella (RN), 49,35 % de participation[42].
- Élections européennes de 2024 : 34,13 % pour Jordan Bardella (RN), 15,09 % pour Valérie Hayer (RE), 51,25 % de participation[43].

#### Élections régionales, résultats des deux meilleurs scores
- Élections régionales de 2004 : 48,37 % pour Jean-Paul Huchon (PS), 41,53 % pour Jean-François Copé (UMP), 66,54 % de participation[44].
- Élections régionales de 2010 : 57,17 % pour Jean-Paul Huchon (PS), 42,83 % pour Valérie Pécresse (UMP), 45,97 % de participation[45].
- Élections régionales de 2015 : 40,71 % pour Valérie Pécresse (LR), 37,16 % pour Claude Bartolone (PS), 58,53 % de participation[46].

#### Élections cantonales et départementales, résultats des deuxièmes tours
- Élections cantonales de 2004 : 59,45 % pour Jean Hartz (UMP), 40,55 % pour Francis Chouat (PS), 66,85 % de participation[47].
- Élections cantonales de 2011 : 60,72 % pour Francis Chouat (PS), 39,28 % pour Camille Houeix (FN), 43,84 % de participation[48].
- Élections départementales de 2015 : 55,24 % pour Hélène Dian-Leloup (EELV) et Stéphane Raffalli (PS), 44,76 % pour Isabelle Rossignol et Claude Stillen (FN), 49,49 % de participation[49].
- Élections départementales de 2021 dans l'Essonne : 58,78 % pour Laurence Budelot et Alexandre Coubera (BC-UDI), 41,27 % pour Stéphane Raffalli et Tiphaine Valdeyron (BC-UG), 30,68 % de participation[50].

#### Élections municipales, résultats des deuxièmes tours
- Élections municipales de 2001 : 62,73 % pour Jean Hartz (RPR), 25,66 pour Jean-Claude Douillard (PRG), 58,42 % de participation[51].
- Élections municipales de 2008 dans l'Essonne, 67,61 % pour Jean Hartz (UMP) élu au premier tour, 32,39 % pour René Esline (DVG), 63,61 % de participation.
- Lors du second tour des élections municipales de 2008 dans l'Essonne, la liste DVD menée par le maire sortant Jean Hartz obtient la majorité absolue des suffrages exprimés, avec 2 125 voix (53,51 %, 23 conseillers municipaux élus dont 4 communautaires), devançant les listes menées respectivement par : 
- Sabine Nagel (PS, 1 090 voix, 27,44 %, 4 conseillers municipaux élus dont 1 communautaire) ;
- Nicole Marcille (DVD, 756 voix, 19,03 %, 2 conseillers municipaux élus).
Lors de ce scrutin, 39,91 % des électeurs se sont abstenus[52]

- Lors du second tour des élections municipales de 2020 dans l'Essonne, la liste DVD menée par le maire sortant Jean Hartz obtient la majorité des suffrages exprimés, avec 1 220 voix (38,01 %, 20 conseillers municipaux municipaux élus dont 2 communautaires.
Elle devance de 46 voix la liste DVG menée par Sabine Nagel  (1 174 voix, 36,58 %, 5 conseillers municipaux élus), suivie par la liste DVD menée par Arnaud Barroux  (815 voix, 4 conseillers municipaux élus).
Lors de ce scrutin marqué par la crise de la pandémie de Covid-19 en France, 53,83 % des électeurs se sont abstenus[53].

#### Référendums
- Référendum de 2000 relatif au quinquennat présidentiel : 80,12 % pour le Oui, 19,88 % pour le Non, 30,45 % de participation[54].
- Référendum de 2005 relatif au traité établissant une Constitution pour l’Europe : 50,71 % pour le Non, 49,29 % pour le Oui, 71,42 % de participation[55].

### Politique locale
Le résultat des élections municipales de 2020, où la liste menée par Jean Hartz n'a devancé que de 46 voix celle de Sabine Nagel a été contesté par les deux listes d’opposition, qui estimaient que le maire sortant avait utilisé des « publications sponsorisées » sur Facebook et l'utilisation irrégulière de locaux municipaux pour sa compagne électorale. Le Tribunal administratif (France) de Versailles a reconnu le 16 février 2021 la réalité de cette irrégularité, qui, compte tenu du très faible écart de voix — 46 voix  — séparant sa liste de celle menée par Sabine Nagel, a annulé le scrutin,. Jean Hartz a fait appel devant le Conseil d'État, ce jugement ne devenant pas exécutoire la municipalité reste en place jusqu'à la décision du Conseil d'État. Celui-ci rend son jugement le 15 septembre 2021 et décide que « les opérations électorales qui se sont déroulées le 15 mars et 28 juin 2020 à Bondoufle sont validées ».

### Liste des maires
Vingt et un maires se sont succédé à la tête de la commune de Bondoufle depuis l’élection du premier en 1791 :
| Période   | Période                    | Identité                   | Étiquette         | Qualité |
| --------- | -------------------------- | -------------------------- | ----------------- | --- |
| 1791      | 1792                       | Pierre Josse               |                   | |
| 1792      | 1795                       | Charles Boucheny           |                   | |
| 1795      | 1815                       | Pierre Ingrain             |                   | |
| 1815      | 1833                       | Jean-Charles Josse         |                   | |
| 1833      | 1837                       | Louis Josse                |                   | |
| 1837      | 1848                       | Michel Marcille            |                   | |
| 1848      | 1852                       | Désiré Fourel              |                   | |
| 1852      | 1865                       | François-Marie Fleury      |                   | |
| 1865      | 1871                       | Michel-Ernest Marcille     |                   | |
| 1871      | 1876                       | Louis Caunard              |                   | |
| 1876      | 1884                       | Gustave Madiot             |                   | |
| 1884      | 1888                       | Louis Robin                |                   | |
| 1888      | 1901                       | Étienne Letellier          |                   | |
| 1901      | 1912                       | Pierre Louis Marcille      |                   | Agriculteur Maire de Fleury-Mérogis (1926 → 1948) |
| 1912      | 1919                       | Edmond Boucher             |                   | |
| 1919      | 1921                       | Henri Poisson              |                   | |
| 1921      | 1948                       | Pierre Louis Léon Marcille |                   | |
| 1948      | 1952                       | Désir Prévost              |                   | |
| 1952      | mai 1953                   | Victor Legendre            |                   | |
| mai 1953  | mai 2000                   | Henry Marcille (1922-2000) | DVD puis RPR      | Retraité Conseiller général d'Évry-Sud (1985 → 1998) Chevalier de l'Ordre national du Mérite et du Mérite agricole Décédé en fonction |
| juin 2000 | En cours (au 15 mars 2021) | Jean Hartz                 | RPR puis UMP → LR | Technicien supérieur d'études et de fabrications retraité Président de la CA Évry Centre Essonne (2001 → 2008) Vice-président de Grand Paris Sud (2016 → ) Président de l'Union des maires de l'Essonne (2017 → 2020) Officier de l'Ordre national du Mérite (2013) Réélu pour le mandat 2020-2026 |

### Jumelages
| Bondoufle Nörten- · Hardenberg Tolosa |

Bondoufle a développé des associations de jumelage avec :
- Nörten-Hardenberg (Allemagne) depuis 1970, en allemand Nörten-Hardenberg, située à 635 kilomètres[68] ;
- Tolosa (Espagne) depuis 1981, en espagnol Tolosa, située à 699 kilomètres[69].

## Population et société

### Démographie

#### Évolution démographique
L'évolution du nombre d'habitants est connue à travers les recensements de la population effectués dans la commune depuis 1793. Pour les communes de plus de 10 000 habitants les recensements ont lieu chaque année à la suite d'une enquête par sondage auprès d'un échantillon d'adresses représentant 8 % de leurs logements, contrairement aux autres communes qui ont un recensement réel tous les cinq ans,.

En 2022, la commune comptait 10 833 habitants, en évolution de +15,77 % par rapport à 2016 (Essonne : +2,89 %, France hors Mayotte : +2,11 %).
| 1793 | 1800 | 1806 | 1821 | 1831 | 1836 | 1841 | 1846 | 1851 |
| ---- | ---- | ---- | ---- | ---- | ---- | ---- | ---- | ---- |
| 186  | 195  | 208  | 193  | 158  | 159  | 186  | 196  | 223  |

| 1856 | 1861 | 1866 | 1872 | 1876 | 1881 | 1886 | 1891 | 1896 |
| ---- | ---- | ---- | ---- | ---- | ---- | ---- | ---- | ---- |
| 224  | 228  | 246  | 252  | 256  | 243  | 234  | 216  | 216  |

| 1901 | 1906 | 1911 | 1921 | 1926 | 1931 | 1936 | 1946 | 1954 |
| ---- | ---- | ---- | ---- | ---- | ---- | ---- | ---- | ---- |
| 189  | 188  | 176  | 162  | 193  | 215  | 170  | 223  | 241  |

| 1962 | 1968 | 1975  | 1982  | 1990  | 1999  | 2005  | 2006  | 2011  |
| ---- | ---- | ----- | ----- | ----- | ----- | ----- | ----- | ----- |
| 261  | 285  | 2 097 | 8 120 | 7 719 | 9 129 | 9 445 | 9 477 | 9 222 |

| 2016  | 2021   | 2022   | - | - | - | - | - | - |
| ----- | ------ | ------ | - | - | - | - | - | - |
| 9 357 | 10 862 | 10 833 | - | - | - | - | - | - |

Lors du premier recensement des personnes, le village de Bondoufle compte cent quatre-vingt-six habitants, il connait une première chute importante de sa démographique durant les années 1830 avec à peine plus de cent cinquante habitants avant une lente progressions dans les années suivantes pour atteindre deux cent cinquante-six résidents en 1876, avant un nouveau déclin démographique qui reduit la population communale à seulement cent soixante-deux habitants en 1921. La progression reprend avant une nouvelle chute en 1936 à cent soixante-dix habitants.
En 1968 ce qui n’est alors qu’un village de deux cent quatre-vingt-cinq habitants est incorporé dans le projet de ville nouvelle d’Évry, la population « explose » pour dépasser les deux mille habitants en 1975 et atteindre le pic démographique communal de neuf mille quatre cent soixante-dix sept résidents trente ans plus tard en 2006.
L’immigration compte pour une part relativement faible dans cette croissance démographique puisque seulement 3,1 % de la population municipale étaient étrangère en 1999, avec 1,2 % de Portugais, 0,2 % d’Algériens et de Marocains, 0,1 % d’Italiens et de Tunisiens, 0,07 % d’Espagnols et 0,03 % de Turcs.

#### Pyramide des âges
La population de la commune est relativement jeune.
En 2018, le taux de personnes d'un âge inférieur à 30 ans s'élève à 40,2 %, soit au-dessus de la moyenne départementale (39,9 %). À l'inverse, le taux de personnes d'âge supérieur à 60 ans est de 20,7 % la même année, alors qu'il est de 20,1 % au niveau départemental.
En 2018, la commune comptait 4 656 hommes pour 5 109 femmes, soit un taux de 52,32 % de femmes, légèrement supérieur au taux départemental (51,02 %).
Les pyramides des âges de la commune et du département s'établissent comme suit.
| Hommes | Classe d’âge | Femmes |
| ------ | ------------ | ------ |
| 0,2    | 90 ou +      | 0,9    |
| 5,1    | 75-89 ans    | 5,9    |
| 13,7   | 60-74 ans    | 15,4   |
| 20,5   | 45-59 ans    | 20,5   |
| 18,5   | 30-44 ans    | 18,7   |
| 20,3   | 15-29 ans    | 19,0   |
| 21,7   | 0-14 ans     | 19,6   |

| Hommes | Classe d’âge | Femmes |
| ------ | ------------ | ------ |
| 0,5    | 90 ou +      | 1,4    |
| 5,4    | 75-89 ans    | 7,2    |
| 12,9   | 60-74 ans    | 13,9   |
| 20     | 45-59 ans    | 19,4   |
| 19,9   | 30-44 ans    | 20,1   |
| 20     | 15-29 ans    | 18,2   |
| 21,3   | 0-14 ans     | 19,8   |

### Enseignement
Les établissements scolaires de Bondoufle sont rattachés à l’académie de Versailles.
En 2025, elle dispose : 
- des écoles primaires François Mauriac, Jean Mermoz, André Malraux, Saint-Exupéry,  Simone Veil[76];
- du collège Charles Péguy[77] et du lycée polyvalent François Truffaut[78].

Une partie du campus de la Faculté des métiers de l'Essonne de la Chambre de commerce et d'industrie de l'Essonne se trouve à Bondoufle.
Hors périodes scolaires, les enfants sont accueillis aux centres de loisirs de la Garenne et à l'école Mermoz.

### Petite enfance
En 2022, pour les jeunes enfants, une maison de la petite enfance regroupe une crèche familiale, un multi-accueil, un relais petite enfance et une ludothèque.
Un centre de protection maternelle et infantile est implanté dans la commune

### Santé
En 2022, six médecins généralistes, deux chirurgiens-dentistes et trois pharmacies sont installés dans la commune.
La commune dispose sur son territoire de la maison intergénérationnelle Guy Bourlard de l’établissement d'hébergement pour personnes âgées dépendantes les Jardins de Cybèle.

### Culture
En 2022, Bondoufle dispose de plusieurs infrastructures à caractère culturel dont la salle des fêtes, le centre culturel Thierry Le Luron, la bibliothèque Condorcet, le conservatoire de musique Charles Gounod.
Plusieurs associations culturelles sont actives dans la commune.

### Sports

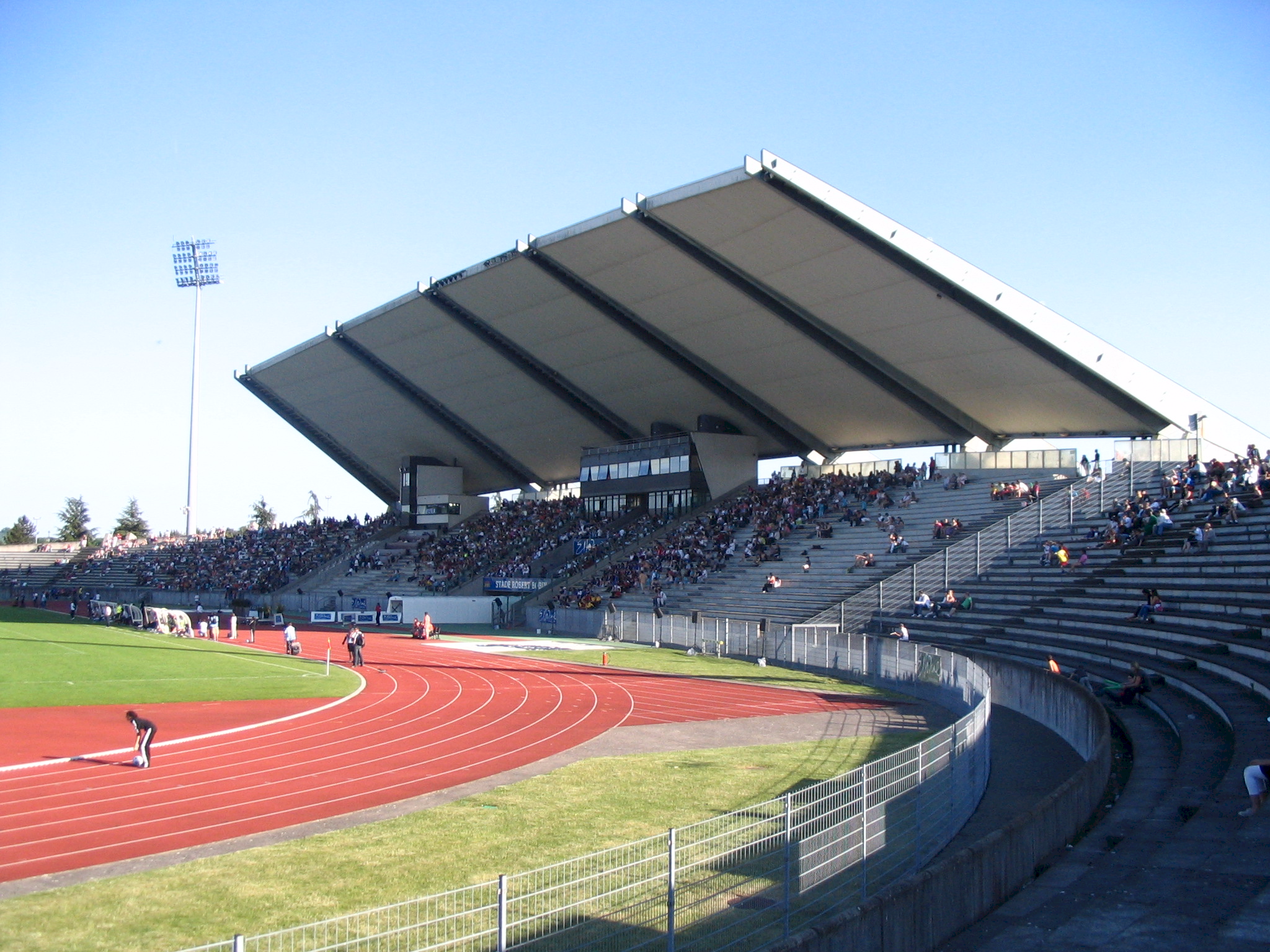
La tribune du stade Robert-Bobin.

Les habitants ont accès en 2022 à plusieurs installations sportives, dont la plus importante est le stade départemental Robert Bobin, construit en 1993 à l’occasion des Jeux de la Francophonie de 1994, totalisant 18 850 places et équipé d’un terrain de football et de rugby à XV et d’une piste d'athlétisme.
À cette infrastructure majeure s’ajoute le complexe sportif Henry Marcille, les gymnases Gaston Barret et Marcel Caro, le parc des Bordes équipé d’un parcours de santé, un boulodrome, un skatepark, un city park et le golf de Val Grand.

### Autres services publics
En 2022, Bondoufle dispose sur son territoire d’une brigade de gendarmerie nationale et d’une agence postale.

### Lieux de culte

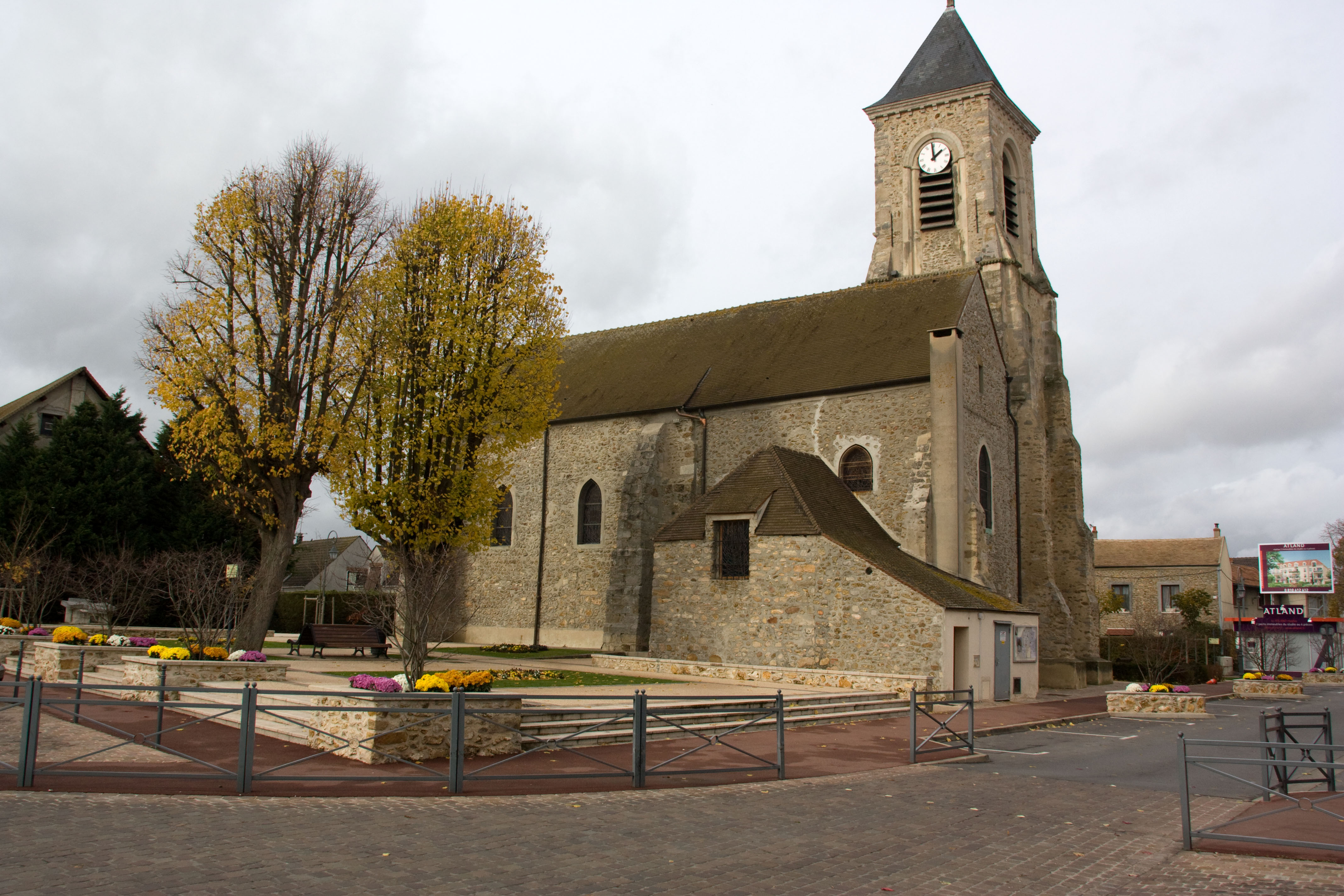
L’église Saint-Denis-et-Saint-Fiacre.

La paroisse catholique de Bondoufle est rattachée au secteur pastoral d’Évry et au diocèse d'Évry-Corbeil-Essonnes. Elle dispose de l’église Saint-Denis-et-Saint-Fiacre.

### Médias
L’hebdomadaire Le Républicain relate les informations locales. La commune est en outre dans le bassin d’émission des chaînes de télévision France 3 Paris Île-de-France Centre, IDF1 et Téléssonne intégré à Télif.

## Économie
Bondoufle est intégrée par l’Insee à la zone d'emploi d’Évry qui regroupait en 2018 607 772 habitants, les bondouflois représentant un peu plus de 0,17 % du total.
La commune dispose des zones d’activités des Bordes, de la Marinière, de la Grande Brèche et des Petits bois qui accueillent notamment le siège opérationnel d’Intermarché Entreprises (parc de Tréville).
Plusieurs établissements sont en outre répertoriés comme potentiellement polluant dont l’usine Expedit diffusion pour ses émissions de nickel dans l’eau, Ferelec industrie pour ses émissions de déchets et polluants.
En 2019, la commune accueillait sur son territoire 713 unités légales dont les deux tiers dans le secteur tertiaire, plus aucune exploitation agricole ne subsistait en 2000 alors qu’elles étaient encore trois en 1988, en outre, aucun hôtel ou camping n’était présent dans la commune.
En 2018, le CampusFab, plateforme de formation innovante, est créé au sein de la commune.

### Emplois, revenus et niveau de vie
En 2018, la commune comptait une population active de 4 980 personnes et disposait sur son territoire de 7 826 emplois. Cependant, cette année-là 8,3 % de la population était au chômage et près de 84,3 % des actifs travaillaient en dehors de la commune. 82,4 % des travailleurs étaient titulaires de la fonction publique ou employés en contrat à durée indéterminée, le revenu net imposable moyen s’élevait à 25 910 € et moins de 25 % des foyers fiscaux n’étaient pas imposables.
En 2018, près de 74,2 % des ménages étaient propriétaires de leur logement, une maison individuelle dans 69,3 % des cas. En 2010, le revenu fiscal médian par ménage était de 46 420 €, ce qui plaçait Bondoufle au 638e rang parmi les 31 525 communes de plus de 39 ménages en métropole.
| Répartition des emplois par catégories socioprofessionnelles en 2006. |              |                                           |                                                   |                            |                          |                           |
|                                                                       | Agriculteurs | Artisans, commerçants, chefs d’entreprise | Cadres et professions intellectuelles supérieures | Professions intermédiaires | Employés                 | Ouvriers                  |
| Bondoufle                                                             | 0,1 %        | 2,7 %                                     | 22,4 %                                            | 27,0 %                     | 17,9 %                   | 29,9 %                    |
| Zone d’emploi d’Évry                                                  | 0,3 %        | 4,0 %                                     | 20,2 %                                            | 29,6 %                     | 28,2 %                   | 17,7 %                    |
| Moyenne nationale                                                     | 2,2 %        | 6,0 %                                     | 15,4 %                                            | 24,6 %                     | 28,7 %                   | 23,2 %                    |
| Répartition des emplois par secteurs d’activités en 2006.             |              |                                           |                                                   |                            |                          |                           |
|                                                                       | Agriculture  | Industrie                                 | Construction                                      | Commerce                   | Services aux entreprises | Services aux particuliers |
| Bondoufle                                                             | 0,4 %        | 21,6 %                                    | 9,3 %                                             | 25,0 %                     | 19,8 %                   | 2,8 %                     |
| Zone d’emploi d’Évry                                                  | 0,9 %        | 13,5 %                                    | 5,4 %                                             | 14,6 %                     | 16,2 %                   | 6,9 %                     |
| Moyenne nationale                                                     | 3,5 %        | 15,2 %                                    | 6,4 %                                             | 13,3 %                     | 13,3 %                   | 7,6 %                     |
| Sources : Insee,                                                      |              |                                           |                                                   |                            |                          |                           |

## Culture locale et patrimoine

### Patrimoine environnemental
La totalité de l’espace boisé, appelé Bois de Saint-Eutrope, situé au nord de la route nationale 104 a été classé au titre des espaces naturels sensibles par le conseil général de l’Essonne.
Le golf de Val-Grand s’étend sur plus de quatre hectares au sud de la commune et constitue un parc en bordure de l’agglomération.

### Patrimoine architectural
Aucun immeuble bondouflois n’a fait l’objet d’un recensement au titre des monuments historiques, seule la cloche de l’église en bronze datant de 1548 a fait l’objet d’un classement au titre des objets le 27 avril 1944. L’église conserve des éléments des XIIe et XVe siècles.

### Personnalités liées à la commune
Différents personnages publics sont nés, décédés ou ont vécu à Bondoufle :
- les membres du groupe de dancehall NZH sont originaires de Bondoufle[réf. nécessaire] ;
- Myriam Seurat, animatrice de télévision, est allée à l'école Jean Mermoz de 1980 à 1995[réf. nécessaire] ;
- Panayotis Pascot, chroniqueur, humoriste et acteur, a vécu son enfance dans la commune.
- Arthur Fils, joueur de tennis français est né à Bondoufle.

### Bondoufle dans les arts et la culture
- L’église Saint-Denis-et-Saint-Fiacre de Bondoufle a inspiré l’auteur Victor Hugo pour son poème Aux champs écrit en 1846 et paru dans le recueil Toute la Lyre[114],[115],[116].
- Bondoufle, et notamment le lycée François Truffaut, ont servi de lieu de tournage pour le film Simon Werner a disparu... de Fabrice Gobert sorti en 2010[117],[118].
- Bondoufle a inspiré les duos Kad et Olivier et Éric et Ramzy dans leur sketch Les Corsaires passé dans le troisième numéro de Samedi soir en direct du 27 décembre 2003[réf. nécessaire].
- Bondoufle est citée dans une réplique du film L'Auberge espagnole de Cédric Klapisch sorti en 2002 : « Urquinaona s’est doucement glissé à côté de Mouffetard, de Bondoufle, de Pontault-Combault, de Marolles-en-Hurepoix, Mandelieu-la-Napoule et de Knokke-le-Zoute...il est devenu normal et familier. »[119]
- La Traversée de Bondoufle, récit de Jean Rolin qui décrit le parcours à pied de l’auteur autour de la limite entre la campagne et les villes de banlieue parisienne.

### Héraldique
| Blason de Bondoufle | Blason  | Écartelé : au premier parti, au un d’azur à trois épis de blé d’or, les tiges passées en sautoir et en pal, et au deux coticé d’or et de gueules de seize pièces ; au deuxième de gueules à trois losanges d’argent ; au troisième de gueules à la croix ancrée alésée d’argent ; au quatrième d’azur à trois herses d’argent. |
| Blason de Bondoufle | Détails | |